# Xã Liberty, Quận Susquehanna, Pennsylvania
Xã Liberty (tiếng Anh: Liberty Township) là một xã thuộc quận Susquehanna, tiểu bang Pennsylvania, Hoa Kỳ. Năm 2010, dân số của xã này là 1.292 người.